# Метаарсенит натрия
Метаарсенит натрия — неорганическое соединение, соль щелочного металла натрия и метамышьяковистой кислоты с формулой NaAsO2, бесцветные кристаллы, растворимые в воде.

## Получение
- Растворение мышьяка в кипящем растворе едкого натра:

{\displaystyle {\mathsf {2As+2NaOH+2H_{2}O\ {\xrightarrow {100^{o}C}}\ 2NaAsO_{2}+3H_{2}\uparrow }}}
- Растворение триоксида мышьяка в разбавленном растворе щёлочи:

{\displaystyle {\mathsf {As_{2}O_{3}+2NaOH\ {\xrightarrow {}}\ 2NaAsO_{2}+H_{2}O}}}
- или концентрированном растворе карбоната натрия:

{\displaystyle {\mathsf {As_{2}O_{3}+Na_{2}CO_{3}\ {\xrightarrow {100^{o}C}}\ 2NaAsO_{2}+CO_{2}\uparrow }}}

## Физические свойства
Метаарсенит натрия образует бесцветные кристаллы в котором анионы AsO2— образуют бесконечные цепочки.
Хорошо растворяется в холодной воде с частичным гидролизом по аниону.

## Химические свойства
- При нагревании разлагается (диспропорционирует):

{\displaystyle {\mathsf {5NaAsO_{2}\ {\xrightarrow {300-550^{o}C}}\ Na_{3}AsO_{4}+2NaAsO_{3}+2As}}}
- Разлагается горячей водой с образованием дигидроарсенита натрия:

{\displaystyle {\mathsf {NaAsO_{2}+H_{2}O\ {\xrightarrow {100^{o}C}}\ NaH_{2}AsO_{3}}}}
- Медленно окисляется кислородом воздуха:

{\displaystyle {\mathsf {2NaAsO_{2}+O_{2}\ {\xrightarrow {}}\ 2NaAsO_{3}}}}
- В щелочных растворах окисление идёт иначе:

{\displaystyle {\mathsf {2NaAsO_{2}+O_{2}+2NaOH\ {\xrightarrow {CuSO_{4}}}\ 2Na_{2}HAsO_{4}}}}
- Реагирует в разбавленными кислотами:

{\displaystyle {\mathsf {2NaAsO_{2}+2HCl\ {\xrightarrow {}}\ As_{2}O_{3}\downarrow +2NaCl+H_{2}O}}}
- и концентрированными:

{\displaystyle {\mathsf {NaAsO_{2}+4HCl\ {\xrightarrow {}}\ AsCl_{3}+NaCl+2H_{2}O}}}
- Реагирует с щелочами с образованием гидроарсенита натрия:

{\displaystyle {\mathsf {NaAsO_{2}+NaOH\ {\xrightarrow {}}\ Na_{2}HAsO_{3}}}}
- Может окисляться:

{\displaystyle {\mathsf {NaAsO_{2}+NaClO+2NaOH\ {\xrightarrow {}}\ Na_{3}AsO_{4}+NaCl+H_{2}O}}}
- и восстанавливаться:

{\displaystyle {\mathsf {2NaAsO_{2}+3SnCl_{2}+14HCl\ {\xrightarrow {}}\ 2As\downarrow +3H_{2}[SnCl_{6}]+2NaCl+4H_{2}O}}}
- Вступает в обменные реакции:

{\displaystyle {\mathsf {NaAsO_{2}+AgNO_{3}\ {\xrightarrow {}}\ AgAsO_{2}\downarrow +NaNO_{3}}}}